# 惡魔倖存者2
《惡魔倖存者2》是日本會社Atlus為任天堂DS開發及發行的策略角色扮演遊戲。日文的標題與前作《女神異聞錄：惡魔倖存者》不同，不再帶有「女神異聞錄」一詞。同是《女神轉生系列》的外傳，但與同公司開發的《女神異聞錄系列》屬於不同的支系列。遊戲繼承女神轉生系列及前作的主要元素：在不同立場間作出選擇以達到不同的故事結局、收集和召喚惡魔戰鬥、將兩匹惡魔合體以製作更強的惡魔使用。而以此款遊戲為基礎，並添增新元素、新劇情及新人物的任天堂3DS遊戲《惡魔倖存者2 紀錄突破》，原本預計2013年7月11日發售，但經歷多次延期，於2015年1月29日發售。
电视动画《DEVIL SURVIVOR 2 THE ANIMATION》于2013年4月起，于日本MBS放送。

## 故事簡介
某个星期天，日本突然爆發意外，神秘的侵略者袭击日本全境。这些侵略者每天都会展开一次袭击，令人们陷入恐怖和绝望的境地。在这么一个极限状态下，出现13名“恶魔召唤者”，他们和恶魔展开契约，获得与神秘侵略者对抗的力量。而他们所剩的时间只有7天。

## 人物介紹

### 主要人物
介紹十三名惡魔召喚者
久世响希（聲優：神谷浩史）
年齡：18歲；生日：6月6日；星座：雙子座；住址：東京；學年：高三
喜歡的音樂：J-POP，古典
家庭成員：父親，母親
喜歡的食物：甜食
特長：小學1年級至6年級一直學鋼琴
持有惡魔（動畫版）：神獸 白虎、靈鳥 朱雀、魔王 路西法（此惡魔乃多重惡魔合體才召喚現身）
模擬考結束後在回家的路上的地鐵站台被卷入了事件，從而成为了能夠使役惡魔的惡魔使。在極限狀態下，被迫與“迷之侵略者”進行著战斗。最終，重大的選擇擺在了他的面前……
游戏中姓名可自定，動畫製作公司所選用的名字意思為「世界的世，希望的希」。TV设定是被视为领队的存在。头脑聪明，遇事沉着冷静，心地善良，具有非凡的领导才能，第一次使用召唤程序便召唤出了四大神兽中的白虎。而第二隻惡魔同是四大神兽之一的朱雀。
動畫最終話裡，在被大和的撒旦追擊下即將被殺掉時，邪惡雪人擊出現擋下攻擊，並收到大地等人的七隻惡魔，讓響希感動不已。用緋那子的狂戰士與維緒的魯格合成鬼神 增長天王、亞衣梨的羅蕾萊與大地的邪惡雪人合成幽鬼 紫鏡、再將增長天王與紫鏡合成墮天使 阿里奧克；將朱雀與真琴的帕拉斯雅典娜合成天使 梅塔特隆、讓白虎與阿里奧克合成魔王 洛基，再將洛基與梅塔特隆合成遊戲裡最強兩隻惡魔之一 路西法，成功阻止大和後對北極星說出自己的願望是『重新來過』——讓人類可以有改變的機會，不是靠強制的，而是大家靠自己的意識慢慢改變這樣才會有希望，是少數有著這七天記憶的人。
他是峰津院大和与忧郁者最欣赏、最期待的人，忧郁者称其为『光辉之人（辉く者）』。
志島大地（聲優：冈本信彦）
年齡：18歲；身高：171cm；體重：57kg；生日：8月15日；星座：獅子座；住址：東京；學年：高三
家庭成員：父親，母親
現在最想做的事：「想去開車兜風！還有，今年一定要去滑雪！」
喜歡的食物：烤肉
持有惡魔(動畫版)：幽鬼 吵鬧幽靈、邪鬼 背負小鬼、幽鬼 壺靈、神獸 海奎特、邪鬼 邪惡雪人
久世响希的亲友兼兒時玩伴，同学校的高三生。和响希一起注册了Nicaea网站，并与其在地铁站上被卷入事件，从而成为了能够使役恶魔的恶魔使。虽然被急速变化的状态搞得晕头转向，但却一直用天生的开朗支持着好友响希。
性格开朗时尚，基本上不会深刻地考虑事情，拥有驾照并引以为傲，但在面对突如其来的异变显得有些懦弱，接受能力甚至不如维绪，但最后通过各种事件的锤炼后成长为独当一面、有勇气和主见的人。
外号：「笨蛋志岛（アホシジマ）、笨蛋大地（アホダイチ）」。12話後段為了掩護好友去追大和，自願留下來阻止大和遺留下的暴走惡魔，最後與維緒一同被虛無侵蝕消失。
经典镜头是本想着打败恶魔，自己的恶魔却不争气逃跑了，然后哭丧着脸说「我的恶魔好弱！」。不過動畫第11話後半段，當響希與大和的結界防禦即將被破軍星的核爆攻擊打破之際，成功召喚出在巴力、帕拉斯雅典娜之上的高階惡魔——邪惡雪人，化解響希與同伴第七天的危機。
在第七日的分歧中主張共存主義。
新田维绪（聲優：内田彩）
年齡：18歲；生日：5月3日；身高：159cm；星座：金牛座
持有惡魔(動畫版)：邪鬼 巨魔、妖精 皮克西、女神 菊理姬、魔神 魯格
跟响希同一学校的高三生。既有才华又美丽，是全校男生们非常憧憬的目標。在地铁碰到响希及大地，结果也因同一事件成为了恶魔使。她很习惯于迎合周围人的意见，不太会进行自我主张。最开始面对世界的崩坏显得懦弱而无措，随着渐渐地适应也下定决心战斗。
很担心父母的安危，但最后悲痛地得知他们死于恶魔的暴乱。動畫10話成為魯格的祭品，藉此喚醒在警視廳地下沉睡的龍脈之龍——赤口。最後在響希的呼喚下成功倖存下來。12話後段為了掩護響希去追大和，自願留下來阻止大和遺留下的暴走惡魔，最後與大地一同被虛無侵蝕消失。
对久世响希有暧昧的好感，在第七日的分歧中主張共存主義。
峰津院大和（聲優：諏訪部順一 幼年：緒方惠美）
年齡：17歲；生日：6月10日；身高：175cm；體重：59kg；星座：雙子座
持有惡魔(動畫版)：魔獸 地獄看門犬、魔神 巴力、墮天使 奈比洛斯、鬼神 藏王權現、墮天使 撒旦（將奈比洛斯與藏王權現惡魔合體而成）
气象厅・指定地磁气调查部（通称“JP's”）的年轻局长。他是创立“JP's”的创始者家族的嫡子，以17岁的年龄统率着局员。性格桀骜不驯.为了守护日本不责手段，並坚持实力为上的原则，认为没有任何价值的普通人不值得保护，因此拒绝救助灾难之中的民众，从而导致罗纳德组织暴徒袭击JP's抢夺物资。
欣赏久世响希的才能与冷静的处事能力，逮捕响希之后劝说他协助JP's。另外与忧郁者幼时相识，视忧郁者为敌人般的存在，并告诫响希要警惕。
喜欢响希推荐给他的“普通人的食物”章鱼烧。
在第七日的分歧中主張實力主義。動畫最終話裡，真琴為他而死時曾有動搖，表現有點傷感。為了改變世界與响希在北極星前對戰卻被响希給阻止了，最後响希表示如果能夠再次相遇希望成為朋友，之後在重新的世界中和响希再次見面對他表示「不，我沒有朋友。」後笑著離開，是少數有著這七天記憶的人。
迫真琴（聲優：澤城美雪）
年齡：26歲；生日：11月2日；身高：172cm；體重：53kg；星座：天蠍座
持有惡魔(動畫版)：天使 能天使、女神 帕拉斯雅典娜
JP's东京支局的局员。具备凛然气质的成熟女性，对JP's竭尽忠诚。動畫版12話中為了保護局長，以肉身阻擋死兆星的鐵鎖攻擊，死前向大和說「局長...你是我...存活的意義...謝謝」後倒地身亡。
在第七日的分歧中主張實力主義。
菅野史（聲優：山口立花子）
年齡：21歲；生日：7月3日；身高：164cm；體重：47kg；星座: 巨蟹座
持有惡魔(動畫版)：魔人 號角天使
JP's名古屋支局的局员，在日本留学。身穿旗袍，性格腹黑，擅长操作电脑等高端机械。
動畫版作為大阪支部，被布提斯洗腦並去駭進大阪支部的主電腦，將大阪結界瓦解好讓巨門星進攻，連續召喚數隻牛頭鬼、馬面鬼當守衛。第11話使用號角天使的演奏抵銷破軍星的惡魔強制歸還，但被發現位置，被破軍星的黑暗雷光殺死。
在第七日的分歧中主張實力主義。
柳谷乙女（聲優：井口裕香）
年齡：24歲；生日：9月9日；身高：162cm；星座: 處女座
持有惡魔(動畫版)：女神 辯才天女
JP's大阪本局的局员，作为医生而担任JP's的全面医疗。不管是谁都会温柔对待的心地善良的女性。動畫版作為名古屋局員，第8話跟羅納德、譲在文曲星致死時的最後砲擊下而死。
在第七日的分歧中主張平等主義。
和久井啓太（聲優：齋藤楓子）
年齡：16歲；生日：12月8日；身高：160cm；體重：47kg；星座: 射手座
持有惡魔(動畫版)：鬥鬼 狂戰士
16岁，住在大阪的高中二年级学生。隶属于拳击部，高中联赛的常客选手。不依靠他人，十分喜欢如同孤狼般的生活方式。動畫版第3話最後為了保護響希而死。
在第七日的分歧中主張實力主義。
九条緋那子（聲優：小清水亜美）
持有惡魔(動畫版)：鬼女 莉莉姆、鬥鬼 狂戰士
年齡：19歲；生日：3月19日；身高：170cm；體重：48kg；星座: 雙魚座
19岁，住在大阪的舞者。 以日本舞蹈为首，目前正在学习全世界各式各样的舞蹈的御姐。
第11話被破軍星的自爆刺芽炸死。
在第七日的分歧中主張共存主義。
秋江譲（聲優：真殿光昭）
年齡：25歲；生日：2月14日；身高：180cm；體重：83kg；星座: 水瓶座
持有惡魔(動畫版)：邪神 奧迦斯
通称“乔”，在贸易会社任职。在日比谷公园被缔结契约的恶魔追击之时被响希等人所救，之后便与其同行，成为JP's的协力者。与志岛大地非常合拍，多次在开玩笑时将对方拖走。動畫版是名古屋暴徒的一員，因惡魔的關係失去戀人。第8話跟乙女、羅納德在文曲星致死時的最後砲擊下而死。
在第七日的分歧中主張平等主義。
伴亚衣梨（聲優：阿澄佳奈）
年齡：15歲；生日：1月18日；身高：153cm；星座：摩羯座
持有惡魔（動畫版）：魔獸 凱西貓、妖精 羅蕾萊
JP's在名古屋的民间协力者，高中一年级学生。在暴动事件中与得到响希等人的帮助，并借此相识。外表可爱，个性略带些傲娇，比较在意自己的身高问题，有时会将难以言状的感情用“背后一击”来抒发。非常重视并关心着纯吾。第11話與純吾被破軍星的自爆刺芽炸死。
在第七日的分歧中主張平等主義。
鳥居純吾（聲優：浪川大輔）
年齡：19歲；生日：10月16日；身高：182cm；體重：67kg；星座: 天秤座
持有惡魔（動畫版）：英雄 貓將軍
JP's在名古屋的民间协力者。在暴动事件中与响希等人相识。个性单纯体贴，非常重视同伴，似乎很擅长厨艺。与同为协力者的亚衣梨关系很好，十分受亚衣梨重视。自称是“纯吾”，被小一岁的大地称作“小纯吾”。第11話與亞衣梨被破軍星的自爆刺芽炸死。
在第七日的分歧中主張共存主義。
栗木罗纳德（聲優：小山力也）
年齡：26歲；生日：4月16日；身高：186cm；體重：79kg；星座: 牡羊座
持有惡魔（動畫版）：英雄 哈根
名古屋暴徒的首领。正义感极强，因不满JP's的非人道政策，组织人间的恶魔召唤者抢夺JP's的物资来救助民众。動畫版第8話跟乙女、譲在文曲星致死時的最後砲擊下而死。
在第七日的分歧中主張平等主義。

### 其他人物
憂鬱者（聲優：櫻井孝宏）
出现在响希面前的神秘人物，性別、身高、體重、年齡皆不詳，拥有着非人类的神秘气氛。
與峰津院大和有些不明的關係，大和是唯一知道憂鬱者真面目的人。是開發Nicaea並散佈出去的製作者。
真實身份是第八名北斗七星－「死兆星（アルコル）」，名稱來自大熊座的開陽 (恆星)的伴星。
外觀是有條紋、鐵框關住的正六面體，第二型態反逆模式是變化成被鐵框纏繞者的孤形正八面體。
第谷（聲優：男－森嶋秀太、女－井上喜久子）
Nicaea網站的導航AI精靈。新加入登錄時，可以選擇男、女兩種模組。
一種是執事風格的男性模組；另一種是兔女郎風格的女性模組。
布提斯（聲優：遠藤大智）
憂鬱者的手下，身穿拘束裝、上半人型下半蛇尾姿態的墮天使。
比夫龍（聲優：宮下榮治）
憂鬱者的手下，手持蠟燭臺、骷髏頭、身穿貴族服裝的墮天使。
伽摩（聲優：森嶋秀太）
廉貞星對策作戰中特別召喚的惡魔，由亞衣梨召喚。伽摩這個幻魔有喜愛純潔少女的好色嗜好，因亞衣梨害羞地掀開肚臍召喚出來，伽摩成了廉貞星與濕婆之間間接的射靶。藉此讓濕婆的比那卡攻擊位於電離層的廉貞星。
濕婆（聲優：徳本英一郎）
廉貞星對策作戰中特別召喚的惡魔，由緋那子召喚。藉由舞蹈將濕婆召喚成功，有著強大力量的破壞神。對伽摩有妨礙修行的關係，因此懷有不凡的憤怒。當發現伽摩時立刻怒火中燒，立即投擲比那卡將伽摩當場轟燒死。

### 北斗七星
北斗七星（セプテントリオン，Septentrion）。神秘的侵略者，拥有强大的力量，是不同于恶魔的存在。名字出自北斗七星，每一天都会出現一個发起一次攻击。
貪狼星（ドゥベ）
星期日的侵略者，名稱來自大熊座的天樞。
主人公最初遭遇的侵略者。有着肥大的圆椎型身躯，像極甜筒雪糕，身体上方圆形部分當作砲台射出雙星火炎（連星の炎）或大爆炸的炸彈。北斗七星裡是最小與最弱的。
巨門星（メラク）
星期一的侵略者，名稱來自大熊座的天璇。
会排放圆形子机－巨門星飛彈（メラクミサイル）并自爆进行攻击的侵略者。身体會有如開扇子一般由2D變形成3D的大型物體，還能藉由集結大量冷氣來進行強大砲擊－拱極巨砲（周極の巨砲）。
禄存星（フェクダ）
星期二的侵略者，名稱來自大熊座的天璣。
外圍長出放射狀紅綠結晶的圓環，能分裂成外環（物理無效）、內環（魔法無效）两部分。能操纵雷電，外、內雙環並列時能發出具有貫穿性的強力雷射－黑暗雷光（暗黒の雷光），北斗七星裡屬於第二小的。
文曲星（メグレズ）
星期三的侵略者，名稱來自大熊座的天權。
外觀長許多刺芽的巨型球體，是三位一體。分別出現東京、大阪、名古屋的外海地區現身，身体表面的刺芽發射會變得與炸藥相同。本身有能引發地震的地表震動（地殻振動）與刮起烈風的破壞星風（破壊の星風），有極強的再生能力，不將三個同時解決掉其中一個會復活。
廉貞星（アリオト）
星期四的侵略者，名稱來自大熊座的玉衡。
五十公里長宛如山脈般的巨大外殼，外殼是由超大量的毒素凝聚而成，其本體有如空殼般的外型。能在大氣圈至電離圈裡高空飛行，体内含有的神经毒素的爆彈能从天上释放落下袭击人类。最巨大的北斗七星。
武曲星（ミザール）
星期五的侵略者，名稱來自大熊座的開陽。
巨大的紫色圓球形物體。受到攻击的部位會分裂成數個小紫色圓球，分裂的小紫色圓球会急速成长并且巨大化，並持續地、無限地、永遠地增殖下去。直到將整個宇宙填滿，沒有物理極限，最凶惡的北斗七星。
破軍星（ベネトナシュ）
星期六的侵略者，名稱來自大熊座的瑤光。
有著惡魔強制歸還及人類不可侵略兩種主要能力。外型像是大理石般白色的大型果實，內部擁有六個北斗七星的能力，從上方分裂成四種部分（貪狼星與文曲星－分裂體A、巨門星與禄存星－分裂體B、廉貞星與武曲星－分裂體C以及黑白鑲嵌的破軍星本體），最強悍的北斗七星。
北極星（ポラリス）
最後的審判者，名稱來自小熊座的勾陳一。
是管理世界因果的唯一存在，也是對人類進行所謂試練的災難，作判斷人類是否有存在的資格。北斗七星的創造者。

### 大三角座
大三角座（トリアングルム，Triangulum）。不同於北斗七星的另外一組侵略者，名稱來自春季大弧線。
大角星（アルクトゥルス）

名稱來自牧夫座中最亮的恆星－大角星。
角宿星（スピカ）

名稱來自室女座中最亮的恆星－角宿一。
五帝星（デネボラ）

名稱來自獅子座中第二亮的恆星－五帝座一。
南極星（カノープス）

名稱來自是船底座裡最亮的主星－老人星。

## 惡魔
此文僅說明動畫版中角色持有與無所屬的惡魔。
白虎（ビャッコ）
持有者：久世響希
- 在中國的許多神話和思想中都有提及的四神獸之一。代表方位是西(右)，代表季節是秋，五行屬金，色白。
- 上古四大神獸之一，在古代中國虎被稱為百獸之王，而白虎則為虎之頂點。

朱雀（スサク）
持有者：久世響希
- 在中國的許多神話和思想中都有提及的四神獸之一。代表方位是南(前)，代表季節是夏，五行屬火，色赤。
- 上古四大神獸之一，別稱朱鳥，身形如鳳凰，其身覆火焰，终日不熄。

紫鏡（むらさきカガミ）
持有者：久世響希
合成惡魔：羅蕾來+邪惡雪人
- 日本现代的都市传说中，到了二十岁生日如果记起了叫做“紫镜”的名称，就会遭到紫镜的诅咒。至于为何会诅咒，又为什么是紫色的，就有多种不同的说法：有的说是女儿因交通事故而死，母亲的镜子变成紫色。
- 有的说是最终没能结婚的婚约者自杀，那个人收到的镜子就变成紫色等等。在色彩心理学中，“紫色”是代表不安的颜色，这也许就是诅咒之镜呈现紫色的原因吧。

增長天 (ぞうちょうてん)
持有者：久世響希
合成惡魔：狂戰士+魯格
- 佛教的護法神，『四大天王』之一、『二十諸天』中的第五天王。「增長」意為能傳令眾生，增長善根，護持佛法，故名增長天王。住須彌山琉璃埵，身為青色，穿甲冑，負責守護南瞻部洲。以鳩槃荼、薜荔多等為增長天王的部眾。在中國民間信仰中，手握寶劍，為的是保護佛法，不受侵犯。在日本，是手持刀或戟等。

阿里奧克 (アリオク)
持有者：久世響希
合成惡魔：增長天+幽鬼.紫鏡
- 『失樂園』中登場的墮天使，名字意為“獰猛的獅子”，被稱為“復仇的惡魔”的墮天使。

梅塔特隆（メタトロン）
持有者：久世響希
合成惡魔：靈鳥.朱雀+帕拉斯.雅典娜
- 最为伟大且充满谜团的天使。有“神之颜”、“契约之天使”、“天使之王”、“万物的创造主”等种种称号，甚至被赋予“小耶和华”的崇高名誉。担任维持世界的职责，但同时也有着摧残人类的黑暗一面的行为。据说摩西带领以色列人出埃及时候，夜间为他们照亮道路的冲天火柱即是梅塔特隆的化身。

洛基（ロキ）
持有者：久世響希
合成惡魔：神獸.白虎+阿里奧克
- 是北欧神话中绰号最多的神，比如说：狡猾的人、奸诈之神、形变者、骗子、天空行者、空中旅行家等等。洛基聪明而又狡诈，与主神奥丁结为义兄弟成为了阿斯神族的一员。
- 他经常运用他聪明的头脑为诸神带来许多好处，但他并不是十恶不赦的，他经常在作弄别人后与其和好，比如说剪断希芙的头发后又使其复原；协助夏基虏走伊登又将其救回。他最初是善恶兼半，或者说他的恶亦非出于本意。然而在后来，随着洛基用计杀死奥丁之子巴德尔，众神视洛基为恶神，并将他逐出金宫。

路西法（ルシファー）
持有者：久世響希
合成惡魔：大天使.梅塔特隆+魔王.洛基
- 由lux（光明）和 ferre（带来）所组成，意思是光之使者。在古希腊神话中，路西法名为晨曦之星（破晓的带来者），即黎明前除了月亮之外在天空中最亮的星体－金星。古罗马天文学家发现，金星、维纳斯实为同一颗星，因此有不少诗人将爱神“维纳斯”又名“路西法”。
- 路西法原为上帝身边最美丽最权势者，因不满上帝要求其下跪于神之子而叛变，最终堕落为魔王，成为地狱主宰之一，即“傲慢”原罪之魔王。很多文学故事、传说涉及路西法形象，但多以圣经、希腊神话中的塑造为原型。

吵鬧幽靈（ポルターガイスト）
持有者：志島大地
- 出現在家中，瘋狂進行惡作劇的惡靈。名字就是德語中吵鬧的幽靈的意思。
- 出現在家中，實行從只弄出聲音的無害惡作劇到放火，暴行之類無法稱為惡作劇的破壞活動。
- 一般來說Poltergeist現象只出現在有青春期少年少女的家庭之中，所以有個說法是他們不安定的精神引發了這個現象。

海奎特（ヘケト）
持有者：志島大地
- 埃及神话中象征多产与复活的水之女神，掌握着治愈的水的力量。她的形象通常描绘为具有蛙头的女性的身姿，原本在古埃及，匍匐的青蛙的形象象征着胎儿，同时青蛙生产的特性象征了多产。

邪惡雪人（じゃあくフロスト）
持有者：志島大地→久世響希
- 惡魔倖存者系列原創的惡魔，因過量成長而兇暴化的黑色雪人小子。為最高段的邪鬼，能力值十分優秀平均，作为雪人小子時擁有的火系弱點也變成成火系反射。

巨魔（オーガ）
持有者：新田維緒
- 棲息於高山與丘陵之上，襲擊並捕食人類的邪惡魔鬼。據說力量強大但頭腦簡單。
- 擁有龐大的身軀。襲擊並捕食人類，特別喜歡年輕貌美的女性。
- 雖然不僅力量強大且同時擁有變身能力，但因為頭腦不聰明，所以會落於人類的圈套，最後被打敗。

皮克西（ピクシー）
持有者：新田維緒
- 居住在英國西南部的小型妖精。一般被認為性格開朗，喜歡惡作劇。
- 雖然在各地傳言的外型略有不同，但開朗喜歡惡作劇的個性卻是一致的。據說皮克西具有代表性的惡作劇叫做「Pixie Led」，即讓人在同一個地點一直不停原地打轉無法離開。
- 但是由於她也會幫助人們作一些農活，所以各種意義上都是友好的妖精。

菊理姬（キクリヒメ）
持有者：新田維緒
- 日本神祇，被视为是加贺白山等白山神社所供奉的白山比咩大神（しらやまひめのかみ）、白山权现的同一神祇。
- 负责传递伊邪那美女神的意志的巫女的权化，也是在伊邪那岐和伊邪那美在黄泉比良坂争执时出现的调停者。
- 她是负责爱与缘分的女神，名字的由来也有一部分是来自于日语中的“结缘”。

魯格（ルーグ）
持有者：新田維緒→久世響希
- 凯尔特神话中的光与太阳之神，达努神族的代表之一。他掌管着知识、能力、医术、魔术和发明，所有技能都极为优秀。其父为达努神族次神萨安，祖父为深海巨人族弗莫尔的邪眼魔王巴罗尔。
- 轰击五星（Brionac）即鲁格所持意为贯穿的魔枪布里欧纳克，也是四件秘宝之一。这是一支象征其本身力量的光之神枪。此枪枪不管面对多遥远的敌人，都可放射出死亡的光芒。Brionac是一把活着的魔枪，它时刻渴望着鲜血，只有浸泡在罂粟制成的安眠药水中才能平息下来。
- 当战斗临近时，不管多么遥远的地方，只要鲁格能看到，它就会发出咆哮和闪光自动从皮带中挣脱出来飞向敌阵，纵情杀戮从不疲倦。根据另外的描述，这把枪在面对敌人会发出5道不同轨迹的光芒和闪电，『轰击五星』因此得名。

能天使（パワー）
持有者：迫真琴
- 天使阶级的中级第六位。象征神的力量。担任警备任务，全副武装巡逻在天国各个角落。
- 这一级的天使与恶魔的势力接触最为频繁，因此堕落者也不少。

帕拉斯雅典娜（パラスアテナ）
持有者：迫真琴→久世響希
- 希臘神話中戰爭與智慧的女神。
- 也是奥林匹克三處女神之一，罗马名字弥涅耳瓦、密涅瓦。女天神，乌云和雷电的主宰者，英雄的母亲、女战神、智慧女神，和平劳动和科学的庇护者。她教会人们驯养牛马、制造车船；她赐予世人犁和耙、纺锤和织布机，因此被认为是妇女劳动，尤其是织布技术的保护者。她有一个别名叫厄耳伽涅，意思就是女工。

地獄看門犬（ケルベロス）
持有者：峰津院大和
- 希腊神话中的百手巨人提丰与蛇妖厄喀多娜所生的猛犬，双头犬奥尔托罗斯的兄弟，长有三个头和蛇的尾巴（本作形象依然是独头狮子），负责守卫地狱塔尔塔罗斯的大门和阻止亡灵离开。
- 喜欢甜食，所以古希腊人死后的随葬品里会有蜂蜜蛋糕，死者用以讨好它以免被咬。

巴力（バアル）
持有者：峰津院大和
- 腓尼基人的首要神明，為所羅門七十二柱魔神中排名第一位，耶和華最大的敵人。
- 起源于闪米特族神话，美索不达米亚神话中的掌管雷电和农牧，生殖，是死而复生之神、太阳神。主要以金牛犊的形象出现（善神时）。其姐姐，同时也是妻子，也是掌管生殖之神。在他们交媾时就会普降雨水，带来丰收。而在古兰经中，他是所载多神教徒崇拜的偶像之一。阿拉伯语音译，意为丈夫、主人、掌权者。

奈比洛斯（ネビロス）
持有者：峰津院大和
- 约束地狱的将军们的元帅和检察官的魔神。懂得矿物、植物、动物等多方面的知识、还有看见未来的力量。
- 在众魔之中也是非常优秀的死灵术士之一。

藏王權現（ザオウゴンゲン）
持有者：峰津院大和
- 日本佛教的信仰对象之一，并非起源自印度，而是日本独有的佛。作为奈良县吉野町金峰山寺本堂（藏王堂）的本尊而广为人知，乃修验道之本尊藏王权现是役小角在吉野的金峰山修行中感得。释迦如来、千手观音、弥勒菩萨三尊之合体，现在吉野山的藏王堂将并立的3尊藏王权现作为本尊祭祀。

撒旦（サタン）
持有者：峰津院大和
合成惡魔：奈比洛斯+藏王權現
- 希伯来文的本意为“敌对者”（Adversary）
- 关于其正体众说纷纭，有一說是统领魔界其他恶魔的魔王。另一說是在伊甸园内诱惑亚当和夏娃的邪恶之蛇。也有說神派遣的审判人类的天使。

狂戰士（ベルセルク）
持有者：和久井啓太→九條緋那子→久世響希
- 北欧海盗维京人中披着毛皮（多为熊皮）的战士，也是主神奥丁配下骁勇善战的战士。名字（Berserker）的语源是古代北欧语“穿着熊毛皮者”。
- 他们上阵前必定要狂饮至醉，随后大声狂呼着投入战斗；他们的战斗力其强无比，常常战斗至忘记自我的境界；这是生活在严寒的极北地带的维京人所最崇尚的精神。

莉莉姆（リリム）
持有者：九條緋那子
- 旧约圣经中，亚当和其最初的妻子莉莉丝之间的孩子。
- 中世纪的人们认为莉莉姆是好色的女妖，专门在晚上出现在男性的梦中诱惑对方，吸取他们灵魂的精髓，宗教狂们用这来解释梦遗的现象。基督教徒则将莉莉姆们称为“地狱的娼妇"。

哈根（ハゲネ）
持有者：栗木羅納德
- 中世纪德语叙事诗《尼伯龙根之歌》的人物。
- 哈根在某种程度上可以称为“反英雄”，因为是他暗算了大英雄齐格飞，是英雄的对立面，可以看作反派，但是他的忠诚与不惜牺牲，也算得上具有英雄的特质。

辯才天女（サラスヴァティ）
持有者：柳谷乙女
- 是一位示女性身相的智慧本尊，在印度教中，传统上她被认为是主神梵天的妻子，是学问与英知的女神。
- 她是赐予各种智慧及文艺天分的本尊，凡学习或从事艺术、文学、书法、音乐、工巧、写作及辩论的人，修持此法门都会得到甚大的帮助。在大日经内则称她为辩才天或妙音天等。此天女与水、河、池、沼等因缘不浅，故古来在印度池边河畔均建祠奉祀。又此天女喻之为音乐之神，为智慧佛文殊之明妃。

奧迦斯（オーカス）
持有者：秋江譲
- 由希腊和罗马神话起源出现的死神。
- 在中世纪的时期，传说出现了很多有着猪的头的尸体复活变成邪恶的恶魔肆虐，这是由于当时作为信仰神明的活祭都是用生猪进行，从而引发了这一事件。

貓將軍（ネコショウグン）
持有者：鳥居純吾
- 在日文中的汉字写作“猫将军”，人身猫头的神，在道教里是作为精于预言的神明而出现。
- 是越南境内史上曾是中国领土的地方留下的庙里祭祀的神。据说这个寺庙原本为纪念中国14～5世纪时期的武将毛尚书所建，在后来长时间的演化中被当地人误传为猫将军。

凱西貓（ケットシー）
持有者：伴亞衣梨
- 苏格兰及爱尔兰传说中的猫形生物。其英语名字中的“Sith”意指妖精。猫妖精形象多为黑猫，胸前有一大片白毛。
- 它擅长人类语言，以双足走路，穿上长靴，衣着华丽，头顶皇冠，穿梭于城市之间，更经常出没于苏格兰的高地之上。它能操多国语言，拥有高等教育水平。

羅蕾萊（ローレライ）
持有者：伴亞衣梨→久世響希
- 她隸屬於海之女妖的一支，居住在萊茵河東岸—深25米寬113米，最深和最窄的海底裡頭。淡金色的柔順秀髮，白皙的皮膚，迷人的琥珀色眼瞳—羅蕾萊擁有絕美的容貌以及在極擅歌唱的海妖族中最甜美的嗓音。
- 關於羅蕾萊最出名的傳說是，在羅蕾萊礁石上坐著一個名叫羅蕾萊的女人，她用一把金色的木梳梳理著她的金色長髮，過往萊茵河的船員被她美妙的歌聲所吸引，因為沒有注意到危險的湍流和險峻的礁石，而不幸與船隻一起沉入河底。

號角天使（トランペッター）
持有者：菅野史
- 圣经启示录中对于世界末日的描述。在世界迎来终结时，天使便会吹响号角宣告世界末日。这里的告死天使是这些天使的统合，而其原型是采取自大天使加百列（Gabriel），在最后的审判日里，加百列会吹着百合花的喇叭翩然降临，宣告世界的灭亡，传播复活的福音。

牛頭鬼（ゴズキ）
- 来源于佛家。牛头鬼又叫阿傍，其形为牛头人身，手持钢叉，力能排山。
- 作为阎王的得力手下，牛頭鬼和马面鬼同为执行残酷刑罚的狱卒，专门负责用棍棒和刀剑砍杀堕入地狱的罪人。

馬面鬼（メズキ）
- 冥府著名的勾魂使者。
- 作为阎王的得力手下，牛頭鬼和马面鬼同为执行残酷刑罚的狱卒，专门负责用棍棒和刀剑砍杀堕入地狱的罪人。

狗頭人（コボルト）
- 德国民间传说中的妖精，多被描述成长有狗头的小妖鬼形象。传说他们喜爱在矿山中出没，将贵重金属偷偷替换成没用的废金属。

金巴萬（ジャンバヴァン）
- 印度史诗《罗摩衍那》中的熊王。他是毗湿奴的儿子，和哈奴曼一样在援助罗摩的战争中立下大功。因此罗摩赐予他不死的身躯，只有他的父亲毗湿奴可以伤害他。
- 罗摩死后迎来了克利希那的时代，克利希那也是毗湿奴的化身。

加吉松（ガギソン）
- 古希伯来的疫病神，后来在术士阿布拉梅林的圣魔法书里记载成为低等级的恶魔，名字的含义是散布瘟疫者、养育红鲱鱼者的意思。
- 作为低等级恶魔的它可以被术士召唤出来为之效力，它是所罗门72柱魔神中的第59位的奥利亚斯（Orias）。

萊拉（ライラ）
- 犹太教传说中的天使，司掌妊娠，同时担负着管理夜间的职责，是夜之天使。
- 对于人类特别是受怀孕之苦的母亲充满怜悯。 她从母亲那里取来受精的卵子，带与神明让神明赋予这个新生命以意识，决定这个新生命的性别，容姿以及今后的命途，再将其送回母亲的子宫里孕育出新生命。

## 用語
Nicaea
在城市中流传的神秘网站，聲稱於登陆后可以看到同伴死亡时的场景。有男女AI助手各一名，死亡后会被询问是否要生存下去，选择生存会得到召唤程式，与恶魔缔结契约战斗。
召唤程式
Nicaea所提供的力量，使用此程式即可召唤恶魔。动画中召唤出的恶魔等级將视召唤者的能力而定，而使用程式时召唤师的手臂会发光。
仲魔
仲魔是与人类缔结契约后成为同伴的恶魔。
死颜动画
Nicaea所提供的功能之一，可以预知未来的死亡，并通过动画形式发送到当事人同伴的终端機上，可以使用死颜动画的功能时间为六天。
JP's（Japan Meteorological Agency，Prescribed Geomagnetism research Department。簡稱JP's）
正式名稱為「气象厅‧指定调查地磁气调查部」，为了应对异形之辈的入侵而设立的国家机密组织，管理着日本各地的结界，守护着国土。在日本各地设有分局，自古以来由峰津院家管理，现任局长是17岁的峰津院大和。和Nicaea的召唤程式不同，JP's把古老的召唤术式解析為算式，從而召唤恶魔。
Septentrion
神秘的侵略者，拥有强大的力量，是不同于恶魔的存在。一共有七位，每一天都会发起一次攻击。

## 電視動畫
《DEVIL SURVIVOR 2 THE ANIMATION》於2013年4月起，於日本MBS放送。

### 製作人員
- 原作：「デビルサバイバー2」（ATLUS）
- 監督：岸誠二
- 系列構成・腳本：上江洲誠
- 北斗原案：鬼头莫宏
- 角色原案：ヤスダスズヒト
- 角色设定：佐嶋悦史
- 音乐：中川幸太郎
- 恶魔设定：神户洋行
- 道具设定：中山初绘
- 色彩设计：舟田圭一
- 摄影监督：佐藤胜史
- CG监督：越田祐史
- 编辑：高桥步
- 美术监督：下山和人
- 音响监督：饭田里树
- 音响效果：奥田维城
- 动画制作人：须田泰雄
- 动画制作：bridge

### 主題曲
片頭曲「Take Your Way」
作詞、作曲、編曲：kz，主唱：livetune adding Fukase（from SEKAI NO OWARI）
片尾曲「Be」
作詞：KG-K9shot、武雄，作曲：WolfJunk、KG-K9shot、武雄，編曲：安達練、WolfJunk、Song Riders，主唱：Song Riders
插入歌「Each and All」（第10話）
作詞 ・作曲・編曲 - Kz，主唱：livetune adding Rin Oikawa (from Q;indivi)

### 各話列表
| 話數       | 日文標題 | 中文標題                | 分鏡              | 演出     | 作畫監督 | 總作畫監督 |
| ---------- | -------- | ----------------------- | ----------------- | -------- | --- | ---------- |
| EPISODE 01 | 1ST DAY  | 1ST DAY 憂鬱的星期天    | 平井義通          | 平井義通 | 佐嶋悦史、糸島雅彥 稻吉智重、大塚健 櫻井正明、相坂直紀 中山初繪、韓賢重                                       | 佐嶋悦史   |
| EPISODE 02 | 2ND DAY  | 2ND DAY 激動的星期一I   | 古田丈司          | 清水一伸 | 佐嶋悦史、韓賢重、森本由布希 高乘陽子、山口光紀、渡邊健一 河合桃子、糸島雅彥、岡山思菜子                      | 佐嶋悦史   |
| EPISODE 03 | 2ND DAY  | 2ND DAY 激動的星期一II  | 政木伸一          | 政木伸一 | 稻吉朝子、住本悦子                                                                                            | 森本由布希 |
| EPISODE 04 | 2ND DAY  | 2ND DAY 激動的星期一III | 柿本廣大          | 鐮仲史陽 | 梶本鐘男、深川可純 津幡佳明、森本由布希 高本晴美、渡邊健一                                                    | -          |
| EPISODE 05 | 3RD DAY  | 3RD DAY 不穩的星期二I   | 橋本裕之          | 橋本裕之 | 石原惠治、高乘陽子、伊藤依織子 渡邉健一、深川可純、佐嶋悦史 櫻井正明、佐藤陵                                  | -          |
| EPISODE 06 | 3RD DAY  | 3RD DAY 不穩的星期二II  | 京極尚彥          | 中川聰   | 青野厚司、安藤義信 古川秀一、韓賢重 森本由布希、渡邊健一                                                      | 佐藤陵     |
| EPISODE 07 | 4TH DAY  | 4TH DAY 劇變的星期三I   | 古田丈司          | 古田丈司 | 中山初繪、伊藤依織子 森本由布希、櫻井正明 韓賢重                                                              | 韓賢重     |
| EPISODE 08 | 4TH DAY  | 4TH DAY 劇變的星期三II  | 小林孝志          | 小林孝志 | 河合桃子、山口光紀 深川可純、實原登 韓賢重                                                                    | 佐藤陵     |
| EPISODE 09 | 5TH DAY  | 5TH DAY 驚愕的星期四    | 政木伸一          | 政木伸一 | 牛島勇二 | 櫻井正明   |
| EPISODE 10 | 6TH DAY  | 6TH DAY 訣別的星期五    | 神代冬彌 松園公   | 江副仁美 | 小海雄司、松本勝次、佐佐木一浩 渡邉健一、石川惠理、深川可純 河合桃子、高木晴美、番由紀子                      | 佐藤陵     |
| EPISODE 11 | 7TH DAY  | 7TH DAY 各自的星期六    | 平井義通 小林孝志 | 小林孝志 | 高乘陽子、深川可純、佐藤陵 SNIPES、山口光紀、渡邊健一 廣瀨智仁、鎌田祐輔                                      | 櫻井正明   |
| EPISODE 12 | LAST DAY | LAST DAY 結果的星期天I  | 橋本裕之          | 橋本裕之 | 後藤孝宏、、築山翔太 櫻井正明、伊藤依織子、番由紀子 渡邊健一、深川可純、安藤義信 梶本鐘男、石川惠理、臼田美夫 | 韓賢重     |
| EPISODE 13 | LAST DAY | LAST DAY 結果的星期天II | 古田丈司          | 平井義通 | 伊藤依織子、河合桃子、高木晴美 福島勇、森本由布希、渡邊健一                                                   | 櫻井正明   |

### 播放電視台
日本深夜動畫：下文記載的日本国内播放時間使用日本標準時間（UTC+9）表示。因為部分時間标识會採用30小时制，因此請留意这类超过24:00的时间，其實際播放時間為翌日清晨。
| 播放地區   | 播放電視台   | 播放日期              | 播放時間                  | 所屬聯播網          | 備註                 |
| ---------- | ------------ | --------------------- | ------------------------- | ------------------- | -------------------- |
| 近畿廣域圈 | 每日放送     | 2013年4月4日－6月27日 | 星期四 26時05分－26時35分 | 日本新聞網          | 製作局 Animeism第2部 |
| 關東廣域圈 | TBS電視台    | 2013年4月5日－6月28日 | 星期五 26時25分－26時55分 | 日本新聞網          |                      |
| 中京廣域圈 | 中部日本放送 | 2013年4月5日－6月28日 | 星期五 27時10分－27時40分 | 日本新聞網          |                      |
| 日本全國   | BS-TBS       | 2013年4月13日－7月6日 | 星期六 24時30分－25時00分 | 日本新聞網 衛星電視 |                      |

| 日本 每日放送 Animeism第2部 星期四 26:05－26:35 節目 | 日本 每日放送 Animeism第2部 星期四 26:05－26:35 節目 | 日本 每日放送 Animeism第2部 星期四 26:05－26:35 節目 |
| ---------------------------------------------------- | ---------------------------------------------------- | ---------------------------------------------------- |
|                                                      | 惡魔倖存者2 （2013年4月4日－6月27日）                |                                                      |
| 絕園的暴風雨 （26:00－26:30）                        | 戀愛研究所                                           |                                                      |

## 漫畫
惡魔倖存者2 -Show Your Free Will-
作畫：沙垣長子、『Comic Earth Star』上連載、2011年9月號 - 。
以新田維緒的視點來描述故事。本漫畫的主角名稱為「景山 紘（かげやま ひろ）」。
DEVIL SURVIVOR 2 the ANIMATION
脚本：上江洲誠、作畫：汐田晴人、『月刊GFantasy』上連載、2013年1月号 -。

## 外部連結
- 惡魔倖存者2日本官方網站 （页面存档备份，存于）（日語）
- 惡魔倖存者2紀錄突破日本官方網站 （页面存档备份，存于）（日語）
- 惡魔倖存者2美國官方網站（英文）
- 惡魔倖存者2動畫版官方網站 （页面存档备份，存于）（日語）
- DEVIL SURVIVOR 2 the ANIMATION 節目網站（MBS） （页面存档备份，存于）（日語）
- DS2A的X（前Twitter）
- 爱奇艺独播专区（简体中文）